# Croton adspersus
Espèce
Classification APG III (2009)
Croton adspersus est une espèce de plantes à fleurs du genre Croton et de la famille des Euphorbiaceae originaire d'une région allant du Mexique au Guatemala.
Il a pour synonymes :
- Croton botryocarpus Croizat, 1942
- Croton calvescens S.Watson, 1891
- Oxydectes adspersa (Benth.) Kuntze